# 舊案尋兇2
《舊案尋兇2》（：／）為Disney+於2023年7月5日起上線公開的原創韓國劇集，為《舊案尋兇》第二季，由《如蝶翩翩》、《38師機動隊》的韓東和導演與编剧孙政佑、黄薛宪合作打造，第一季的编剧林昌世担任编审。劇情講述為了捉拿隱藏在恐嚇犯「朋友」背後的黑手，重新歸來的重案組刑警金宅祿展開最後的反擊。
Disney+自7月5日起每週三下午三時更新2集。

## 演員陣容

### 主要人物
| 演員                    | 角色   | 介紹 |
| 李星民                  | 金宅祿 | 原重案組資深刑警，擁有出色的直覺和豐富的經驗，复职后被调至女性青少年搜查组。                                                                                           |
| 景收真 （少年：黄智雅） | 李成雅 | 金烏警察局重案1組刑警，相當尊敬宅祿，是和宅祿一同解決許多案件的義氣派後輩。                                                                                            |
| 李學周                  | 孫景燦 | 金烏警察局重案1組刑警，李成雅的搭档。 |
| 鄭進永                  | 崔道亨 | 金宅禄过去在机动搜查队的老同事，也是备受尊敬的退休警察。曾经是韩国最有名的刑警，给人粗犷但淳朴的印象，说话直率、毫不掩饰，目前担任犯罪受害者及退休警察支援财团理事长。 |
| 金新綠 （少年：裴夏蓝） | 延珠贤 | 警正、金乌警察局女性青少年搜查组1组组长，金宅禄的上司。性格公私分明、办事干脆利落，擅长拉锯战，调查能力卓尔超群。                                                      |

### 宅祿周邊人物
| 演員   | 角色   | 介紹                                                                       |
| 金宰範 | 楊基泰 | 彩霞考试院现任总务，决心改过自新，成为金宅禄的帮手。                       |
| 玄奉植 | 具東範 | 前职警察、私人侦探社「信任企划」社长，协助金宅禄、李成雅、孙景灿调查案件。 |
| 郑熙泰 | 李正范 | 警察总厅听证监查室调查官。                                                 |
| 金秀珍 | 申贞爱 | 金宅禄的前妻。                                                             |
| 权芮恩 | 金智宇 | 金宅禄女儿童年时期。                                                       |

### 金烏警察局
| 演員   | 角色   | 介紹 |
| 金洪發 | 徐光秀 | 金烏警察局前局长，涉嫌受贿自首后入狱服刑。此后在李英浩的帮助下，法庭考量其主动自首情节、深感懊悔的态度及对地方社会有所贡献等因素让其获释出狱。 |
| 鄭海均 | 白成日 | 金乌警察局新任局长，带着打造金乌警察局清廉洁白形象的抱负，带领警署进行改革。                                                                   |
| 金珉才 | 韩其荣 | 金乌警察局重案组1组新任组长。 |
| 高圭弼 | 孔夏那 | 前彩霞考试院总务，通过警察考试后被派遣至金乌警察局女性青少年搜查组，成为金宅禄的搭档。                                                         |
| 杨素敏 | 咸智善 | 金乌警察局女性青少年搜查组警卫，即将休产假。                                                                                                   |
| 赵秀荷 | 郑警查 | 金乌警察局女性青少年搜查组组员。 |
| 李承熙 | 姜硕勋 | 巡警，金烏警察局重案組1组新进刑警。 |
| 张浩镇 | 池警官 | 金乌警察局女性青少年搜查组警察。 |

### 其他人物
| 演員   | 角色   | 介紹 |
| 朱镇模 | 李英浩 | 未来自由党3届国会议员，下一届岭西道知事候选人。表面上以为了金乌市的发展而成为金乌市民的公仆来展开竞选活动，实际上是一个对权力充满野心的人，不仅仅是金乌市，甚至想在整个岭西道一手遮天。 |
| 金智安 | 荷娜   | 离家出走的少女，与同伙在金乌市都更区附近实施盗窃。 |
| 车有镇 | 道允   | 荷娜的同伙。 |
| 刘一汉 | 金社长 | 我爱你资本放贷社长，禹章益的生意伙伴。 |
| 崔秉默 | 车庆弼 | 人称“车室长”，李英浩的秘书室长，李英浩身边管理一切私事公事的实权人物。 |
| 朴俊相 |        | 在署长办公室采访白成日与郑道亨的记者。 |
| 洪睿知 |        | 在署长办公室采访白成日与郑道亨的记者。 |
| 崔秀敏 | 莲心   | 饭馆老板娘。 |
| 林賢成 | 龙焕朱 | YD集团理事，李英浩的外甥，黄赌毒无恶不作。 |
| 郑仁基 | 元载九 | 岭西地方检察厅厅长。 |
| 趙英鎮 | 韩宗锡 | 警察总厅监察科科长。 |
| 郭閔碩 | 姜胜模 | 岭西银行行长。 |
| 禹美花 | 金珍善 | 下一届岭西道知事候选人，邀请崔道亨加入其竞选阵营。 |
| 朴在琓 | 李昌佑 | 岭西地方警察厅厅长。 |
| 闵武济 | 孙尚昱 | 龙焕朱的生意伙伴，欲拉拢徐光秀帮助其在金乌市销售毒品。 |
| 尹基昌 |        | 监察科警察，与延珠妍一起审讯韩其荣。 |
| 文洙   | 绻主欢 | 前缉毒警察，崔道亨、白成日手下「今靖会」的行动队长。 |
| 郑敏圣 | 黄镇硕 | 金宅禄、崔道亨的前同事，在任务中左腿受伤被截肢。 |
| 孙成灿 |        | 与李英浩、崔道亨勾结的国会议员。 |
| 全光镇 | 延尚勋 | 延珠贤的父亲，17年前在执行监察科任务时牺牲。 |
| 郑道元 | 郑旭   | 机动搜查队队员，金宅禄、崔道亨的前同事。 |
| 白胜哲 | 朴天奎 | 犯罪分子，逃跑途中扎穿黄镇硕的左腿致其被截肢。 |
| 金洛均 |        | 机动搜查队队员、「今平会」成员。 |
| 许雄   |        | 前机动搜查队队员、「今平会」成员，现经营租车公司为崔道亨、绻主欢提供协助。 |
| 朴庸   |        | 机动搜查队队长，金宅禄、崔道亨的前上司。 |
| 金贵先 |        | 正直国家党党代表。 |

### 特别出演
| 演員   | 角色   | 介紹                                                                 |
| 晉久   | 國振寒 | 警正、從檢察廳轉調到金烏警察局的搜查科長，第一季中被狙击手击毙身亡。 |
| 池承炫 | 禹章益 | JY投资公司社长，大量投资购买金乌市都更区附近的土地。                 |
| 金太勳 | 禹贤硕 | 前金乌警察局情报科科长。                                             |
| 柳承穆 | 裴永斗 | 前金乌警察局重案组组长。                                             |

## 分集列表
| 總集數 | 集數 （季） | 導演   | 編劇           | 上線日期      | 片長   |
| --- | ----------- | ------ | -------------- | ------------- | ------ |
| 9 | 1           | 韓東和 | 孫政佑、黃薛憲 | 2023年7月5日  | 57分鐘 |
| 休息一年半的宅祿於女性青少年股復職，同事們對他淡然的態度感到很陌生。調查連環竊盜案的成雅偶然遇到逃家青少年荷娜，而她與自己相似的面貌讓她心中起了波瀾。另一方面，宅祿擔心成雅，並且與新來的女青股組長延珠賢展開了心理戰。                               |             |        |                |               |        |
| 10 | 2           | 韓東和 | 孫政佑、黃薛憲 | 2023年7月5日  | 54分鐘 |
| 成雅不顧宅祿的勸阻執意進行調查，最終受了傷。去醫院探視的宅祿遇見以前在機搜隊的同事崔道亨，兩人還一起喝了酒。景燦認為宅祿對事情有所隱瞞，因此前去查探，而延珠賢的舉動也很可疑。宅祿從荷娜那裡聽到出乎意料的事情。                                       |             |        |                |               |        |
| 11 | 3           | 韓東和 | 孫政佑、黃薛憲 | 2023年7月12日 | 49分鐘 |
| 宅祿在休息期間隱藏著的祕密終於浮出水面。為了擊垮熱門道知事候選人李英浩，宅祿開始執行他的計畫。成雅發現不只宅祿，連景燦也對自己有所隱瞞，因此感到鬱悶。另一方面，暗中調查宅祿且形跡可疑的延珠賢收到了令她無法拒絕的意外提案。                           |             |        |                |               |        |
| 12 | 4           | 韓東和 | 孫政佑、黃薛憲 | 2023年7月12日 | 52分鐘 |
| 宅祿悄悄地接近李英浩那方人馬。李英浩對於比他這個道知事候選人還要受歡迎的崔道亨感到忌憚。宅祿雖然努力阻止成雅調查縱火案與挖掘自己的秘密，但他卻心有餘而力不足。現在連唯一的證人韓組長都身陷危險之中，宅祿試圖在同事的幫助之下盡快取得韓組長的證詞。     |             |        |                |               |        |
| 13 | 5           | 韓東和 | 孫政佑、黃薛憲 | 2023年7月19日 | 53分鐘 |
| 出現了未知的武裝勢力，他們與一般流氓不同，訓練有素的模樣讓宅祿不禁緊張了起來。他靠著韓組長的證詞掌握了一部分人的身份，接著與成雅、景燦等幫手一起展開引誘計畫。另一方面，選舉在即，李英浩出手攻擊支持對手陣營的崔道亨，宅祿因出乎意料的情況而感到挫折。 |             |        |                |               |        |
| 14 | 6           | 韓東和 | 孫政佑、黃薛憲 | 2023年7月19日 | 49分鐘 |
| 延珠賢身受重傷，宅祿則面臨了更大的危機。越接近敵人就越能感受到對方的強大，這使他無力感倍增。然而宅祿看見周遭的人都不放棄，於是便再次追查敵人。蒙在面紗中的敵人身份終於揭曉。宅祿面對了他所遺忘的過去，因此深受打擊。                                   |             |        |                |               |        |
| 15 | 7           | 韓東和 | 孫政佑、黃薛憲 | 2023年7月26日 | 49分鐘 |
| 為了解決窮追不捨的敵人，宅祿——面對了自己深埋起來的過去，並打算從中找尋答案。另一方面，成雅與景燦受到了不公平的對待，而延珠賢為了找出自己苦苦追尋的真相，做出了危險的選擇。宅祿能夠保護這些珍貴之人，並且逮到敵人嗎？                                   |             |        |                |               |        |
| 16 | 8           | 韓東和 | 孫政佑、黃薛憲 | 2023年7月26日 | 61分鐘 |
| 宅祿將展開最終的對決，在成功逮住祕密組織的部分成員後，他將那些人逼入絕境。但是因憤怒而喪失理智的延珠賢卻成了那些人的獵物。不願再失去同僚的宅祿開始奔跑起來，他已經沒有退路了。宅祿究竟能否做出不後悔的選擇，懲治惡勢力呢？                             |             |        |                |               |        |

## 外部連結
- 在Disney+上觀看《舊案尋兇2》
- Daum上《舊案尋兇2》的資料